# Rosice (zámek, okres Brno-venkov)

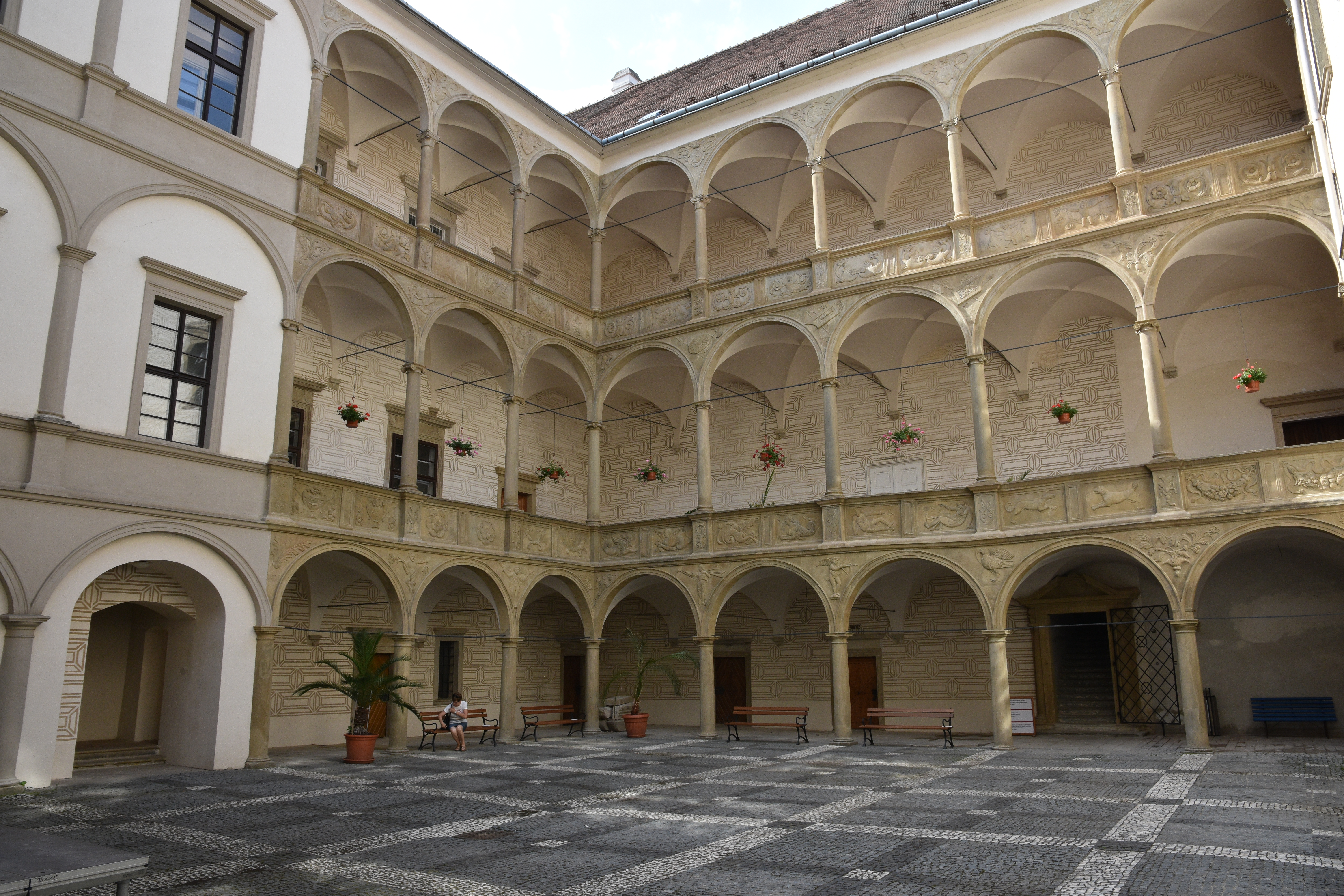
Arkády na nádvoří

Zámek Rosice je renesanční stavba ve městě Rosice v okrese Brno-venkov. Od konce 80. let 20. století je přístupný veřejnosti. Od roku 1964 je kulturní památkou a roku 2023 se stal národní kulturní památkou.

## Popis
Nachází se nad soutokem Bobravy a Říčanského potoka. Hlavní budova obepíná první arkádové nádvoří zámku ze všech stran. Hlavní budova je od okolí oddělena příkopem, přes který vedou dva mosty severní do čestné zahrady zámeckého parku a východní na druhé nádvoří. Druhé nádvoří lemují dvě samostatně stojící novější křídla zámku. Jižní ve tvaru písmene "L", severní k němu zrcadlově symetrické.

## Stavební vývoj
Zámek byl renesančně přestavěn během 16. století. Z původního hradu datovaného do počátku 14. století se však kromě sklepení a části obvodové zdi na severním okraji budovy, nedochovalo téměř nic.
- 13. století předpokládá se, že zde existovalo menší feudální sídlo
- 14. století budování gotického hradu rodem Hechtů
- 15. století destrukce během husitské revoluce a následné rekonstrukce hradu.
- 16. století zahájeny první renesanční úpravy Pertoldem z Lipé. Rozsáhlou přestavbu dokončili Žerotínové.
- 17. století renesanční přestavba dokončena výsledkem byla dvoupatrová hlavní budova a tři nová zámecká křídla, která obepínala druhé nádvoří.
- 19. století demolice východního křídla na druhém nádvoří

## Využití
Zámek býval v minulosti střediskem rosického panství, které před první světovou válkou získal spolu s panstvím Veveří baron Mořic Arnold de Forest. V roce 1919 uvalilo ministerstvo zemědělství v Praze na panství Rosice vnucenou správu, kterou vykonával správce Jeroným Marek.
Od druhé poloviny 20. století se stal sídlem orgánů státní moci a správy. Sídlila zde Veřejná bezpečnost, Civilní obrana, Státní lesy, Zvláštní škola, mateřská škola, Geodézie a městská knihovna. Koncem 20. století získalo zámek do majetku město Rosice, které prostřednictvím Správy zámku zahájilo rekonstrukci objektu a jeho postupné zpřístupňování veřejnosti. V 21. století je turistům přístupná výstavní a historická expozice, pro občany sídlo obecního úřadu s rozšířenou působností, městská knihovna, základní umělecká škola, ochotnické divadlo a středisko volného času.
Mezi lety 1992 a 2016 byl rosický zámek kulisou i dějištěm středověkého festivalu Rytířské klání o srdce dívek a paní.